# Movimiento del Pueblo Barranqueño de Barrancos en Portugal
El Movimiento del Pueblo Barranqueño de Barrancos en Portugal es un partido político portugués localizado en la villa de Barrancos.

## Historia
Este partido fue creado el 2 de febrero de 2002 en la villa de Barrancos.
La principal línea de actuación del partido se centra en el estudio de la lengua y la cultura de Barrancos, así como la lucha por la oficialización de la lengua barranqueña en dicha villa.